# Eumedonia arenicola
Eumedonia arenicola är en fjärilsart som beskrevs av Burrau 1953. Eumedonia arenicola ingår i släktet Eumedonia och familjen juvelvingar. Inga underarter finns listade i Catalogue of Life.